# H5N1
H5N1 (resp. A/H5N1) je označení pro obzvlášť nebezpečný podtyp viru ptačí chřipky, který způsobil první epidemii ve Skotsku roku 1959. Významně se také objevil v Asii v roce 1997. Vyznačuje se nejen vysokou nakažlivostí, úmrtností a rychlým šířením ptačí populací, ale také schopností infikovat a usmrtit člověka. V současné době je rozšířen na většině území Asie a Evropy.

## Přenos
Neexistuje efektivní způsob přenosu viru mezi lidmi a i přenos z ptáků na člověka není nijak častý, ale dojde-li k němu, je úmrtnost pacientů velmi vysoká. Jako prevence před nákazou se doporučuje nedotýkat se ptáků, kteří by mohli zemřít na tento typ viru. Vyžaduje se ochrana drůbeže před nákazou (např. uzavíráním drůbeže pod střechu, pokud se v oblasti nákaza vyskytne).

## Obavy z mutace
Existují obavy, že by jeho případná mutace mohla způsobit pandemii s velkým množstvím lidských obětí. V této souvislosti je připomínán jiný podtyp chřipkového viru typu A, H2N2, z něhož se mutací vyvinul podtyp H3N2 způsobující tzv. hongkongskou chřipku.

## Výskyt a šíření viru

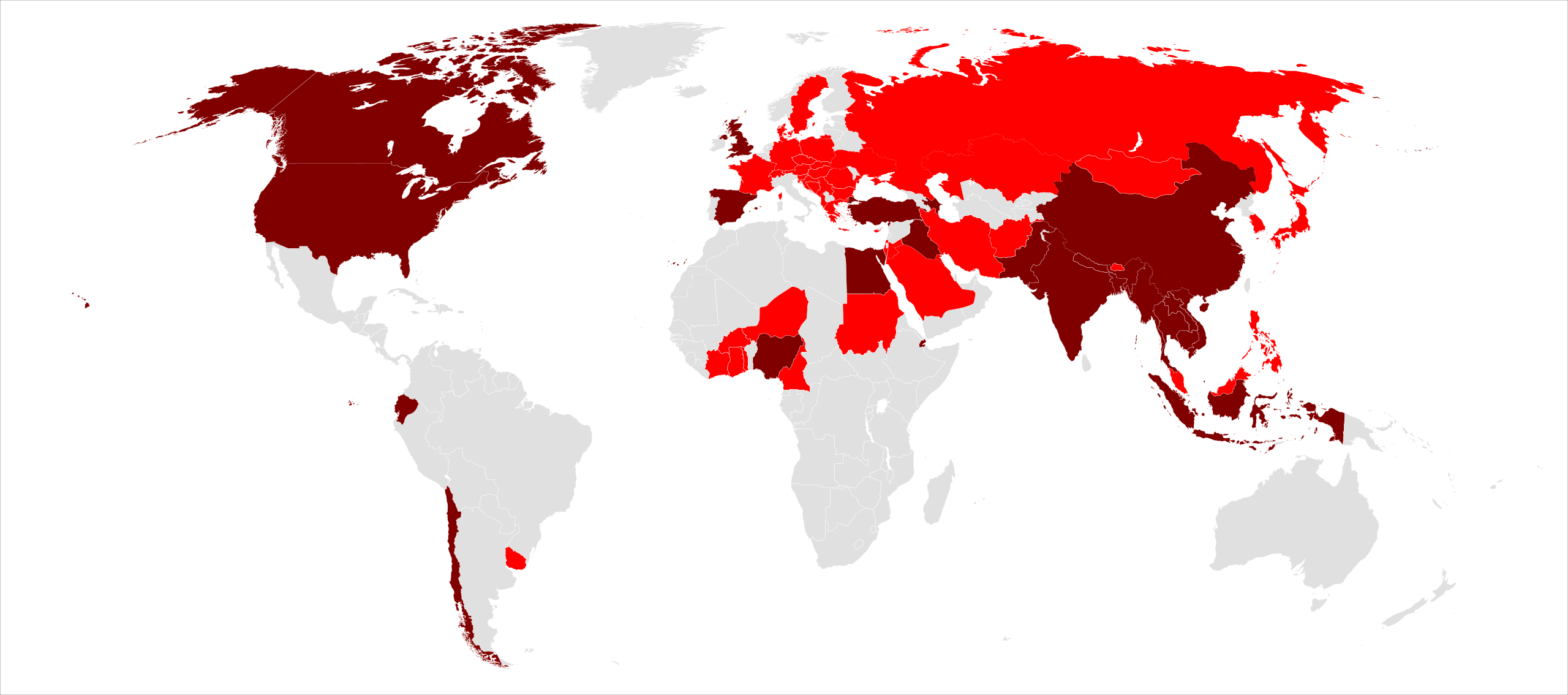
Rozšíření viru 29. března 2006 podle zemí. Červeně jsou vyznačeny země, kde byl zaznamenán výskyt viru H5N1 u ptactva, tmavě země, kde mimo to došlo k lidským úmrtím na infekci virem H5N1

První epidemie byla zaznamenána roku 1959 ve Skotsku. Roku 1991 pak v Anglii. Vysoce patogenní forma viru byla objevena v roce 1996 v jihovýchodní Asii (britský Hong Kong, Čína), kde kvůli němu několikráte vybíjeli drůbež. Genetická analýza ukázala, že jde o britský původ. Zhruba v letech 2004/2005 bylo zaznamenáno jeho nekontrolovatelné šíření v populaci divokých ptáků, od roku 2005 se virus H5N1 šíří i v evropské ptačí populaci. V současnosti (29. březen 2006) je již rozšířen po většině území Asie i Evropy a objevil se i v Africe. 27. března 2006 byl objeven jeho výskyt v České republice (uhynulá labuť byla nalezena u Hluboké nad Vltavou). V roce 2024 byl v USA objeven i
u krav a v jejich mléce; na jaře 2025 byl potvrzen ve Velké Británii.

## Léky proti H5N1 a obrana proti ní
Nizozemští vědci prý na konci února roku 2009 objevili přirozený lék proti H5N1.